# Rhynchina angustalis
Rhynchina angustalis är en fjärilsart som beskrevs av W. Warren 1888. Rhynchina angustalis ingår i släktet Rhynchina och familjen nattflyn. Inga underarter finns listade.